# Bachchor Leipzig
Der Bachchor an der Nikolaikirche Leipzig (Eigenschreibweise BachChor an der Nikolaikirche Leipzig) ist ein Kirchenchor in Leipzig.
Seit der Reformation bis in die erste Hälfte des 20. Jahrhunderts war die Nikolaikirche neben der Thomaskirche die zweitwichtigste Wirkungsstätte der Thomaner. 1723 wurde Johann Sebastian Bach hier in sein Amt als Director musices (und Thomaskantor) eingeführt, viele seiner Kantaten, die Johannespassion und Teile des Weihnachtsoratoriums erklangen erstmals in der Nikolaikirche.
Mit dem Amtsantritt von Günther Ramin als Thomaskantor 1940 verließen die Thomaner die Nikolaikirche. Um die Kirchenmusik weiterhin mit Vokalwerken zu bereichern, gründete Kantor Johannes Piersig 1945 an der Nikolaikirche einen eigenen Chor, die Kantorei St. Nikolai. Die Leitung der Kantorei gehört seitdem zu den Dienstpflichten des jeweiligen Nikolaikantors. 1959 übernahm Wolfgang Hofmann die Leitung. 1993 wurde Jürgen Wolf zum Nikolaikantor gewählt.
Ihm folgte Lucas Pohle (1. März 2020 bis 31. März 2021). Im Dezember 2021 übernahm Markus Kaufmann, ehemaliger Kantor und Domorganist der Evangelischen Stadtkirchengemeinde Quedlinburg, das Amt des Kantors und die Leitung des Bachchors.
Um die Nikolaikirche als Bachkirche zu betonen, erfolgte im Frühjahr 2006 die Umbenennung der Kantorei St. Nikolai in Bachchor an der Nikolaikirche Leipzig. Gleichzeitig wurde speziell zur Förderung der Kirchenmusik an der Nikolaikirche der Förderverein BachChor Nikolaikirche Leipzig e.V. gegründet.
Hauptaufgabe des Chores ist die Gestaltung der Gottesdienste in der Nikolaikirche, daneben finden jährlich mehrere Chorkonzerte statt.
Der Schwerpunkt der musikalischen Arbeit liegt im Bereich des Oratoriums. Neben den jährlichen Aufführungen von Bachs Weihnachtsoratorium und einer seiner Passionen werden regelmäßig die Requiem-Vertonungen von Mozart und Brahms aufgeführt. Bachs h-Moll-Messe und Händels Messias gehören zum Repertoire des Chores.
Im Bereich der A-cappella-Musik widmet sich der Bachchor vor allem den Motetten von Brahms, Bruckner und Mendelssohn, aber auch moderner Chorliteratur von Hugo Distler, Benjamin Britten und John Rutter. Im Jahr 2009 wirkte der Chor bei der Uraufführung der Seligpreisungen von Enjott Schneider mit.
Anlässlich des 300-jährigen Jubiläums von Bachs Amtsantritt 1723 im Jahr 2023 wird der Bachchor an der Nikolaikirche Leipzig die Kantaten und Oratorien Bachs am Ort und zum liturgischen Anlass der Uraufführung wieder aufführen. So musizierten die Sängerinnen und Sänger am 2. Juli 2023 zum 300. Jahrestag der Uraufführung unter anderem das »Magnificat« BWV 243 und die fünfstimmige Motette »Jesu meine Freude« BWV 227. Das Jubiläum Bach300 wird bis 2024 mit der Aufführung der Kantaten von 1723/1724 fortgesetzt.

## Diskographie
- Weihnachten in der Nikolaikirche, Bachchor Leipzig, Jürgen Wolf (2007)